# Маринеску, Георге
Георге Маринеску (рум. Gheorghe Marinescu; 28 февраля (12 марта) 1863, Бухарест — 15 мая 1938, Бухарест) — румынский невропатолог, член Румынской академии, почетный член академий наук 7 стран и 22 научных обществ. Создатель крупной медицинской школы в Румынии. Автор трудов по неврологии, морфологии нервной системы, клинической нейрофизиологии, один из первых исследователей гипофиза. Маринеску сыграл большую роль в популяризации идей академика Павлова, внёс большой вклад в учение о цитоархитектонике коры головного мозга и развил теорию «рефлекторного механизма трофики».

## Биография
Изучал медицину в Бухарестском университете. Девять лет провел за границей, проходил последипломную подготовку в больнице Сальпетриер у Жана Мартена Шарко. Работал с Карлом Вайгертом во Франкфурте и Эмилем Дюбуа-Реймоном в Берлине.
В 1897 году вернулся на родину и создал первую в Румынии самостоятельную кафедру неврологии, которую возглавлял 41 год. В 1906 году стал академиком. В 1935 году монография Маринеску об условных рефлексах получила премию Французской академии наук